# Sant'Andrea in Percussina
Sant'Andrea in Percussina è una frazione di San Casciano in Val di Pesa, comune nella città metropolitana di Firenze, in Toscana.

## Geografia
È un borgo di antica origine, ed una delle località più pittoresche tra San Casciano e Firenze, situato su un crinale affacciato a nord sulla città di Firenze, con vista del Duomo e delle colline di Fiesole e ad est sulla valle della Greve e su Impruneta, con vista fino al Pratomagno.

## Storia
Fu residenza di Niccolò Machiavelli, che qui aveva anche i suoi possedimenti, tra cui l'Albergaccio, dove trascorse il suo esilio, magistralmente descritto nella lettera io mi sto in villa all'amico Francesco Vettori in cui racconta delle giornate trascorse con i taglialegna nel bosco e ad ingaglioffirsi all'osteria, per poi ritirarsi alla sera nel suo studio meditando di alta politica e scrivendo Il Principe.

## Arte
Villa Bossi-Pucci, che ospita un piccolo museo dedicato al grande statista e scrittore, è vicinissima all'ostello ove Machiavelli soleva sfogarsi.
La chiesa di Sant'Andrea è del XII secolo ed è stata pesantemente ristrutturata dopo il terremoto del 1895 ed è sede della parrocchia.
Nelle vicinanze si trova la chiesa di San Bartolomeo a Faltignano, costruita nel XIII secolo. La chiesa conteneva un interessante dipinto su tavola lignea, attribuita a Giovanni del Biondo, raffigurante Sant'Andrea in trono e una Madonna in trono e santi, attribuita al Maestro di Marradi. Attualmente i dipinti si trovano nella chiesa di San Donato a Chiesanuova.
Non molto lontano da qui, immediatamente fuori Spedaletto, si trova la chiesa di Santa Maria a Casavecchia, costruita nel XII secolo che contiene un altare policromo in terracotta del Della Robbia.
Di recente il borgo è stato inserito dal comune di San Casciano in un ampio programma di ristrutturazione e rivalutazione del territorio.

## Vini
A Sant'Andrea in Percussina vi era la sede dello storico Consorzio del Chianti Classico.